# Jean Antunès
Pour les articles homonymes, voir Antunes.
Jean Antunès ou Antunes (né le 5 mai 1968 à Roubaix) est un footballeur français occupant le poste de milieu défensif, devenu entraîneur à l'issue de sa carrière de joueur.

## Carrière
Jean Antunès commence le football dans la ville de Tourcoing et joue dans un club de la ville jusqu'en 1994 et son départ pour l'Entente sportive de Wasquehal. Avec le club wasquehalien, Antunès monte de deux niveaux pour atteindre la deuxième division en 1997. Il remporte pour cela avec son club le championnat de France de National 2 en 1995. L'ES Wasquehal bat la réserve de l'AS Cannes en finale sur le score de trois à un. En 1996-1997, le club remporte le groupe A du championnat National 1. Les Nordistes s'inclinent ensuite en finale du championnat face au Nîmes Olympique aux tirs au but après un match nul 2-2. L'ES Wasquehal reste en deuxième division jusqu'en 2003 avant de redescendre à l'échelon inférieur. Antunès est lui fidèle au club jusqu'à la fin de sa carrière de joueur en 2007.
Antunès est l'entraîneur de la réserve du club wasquehalien qui joue en DHR de 2009 à 2011. Il devient en 2011 l'entraîneur des Portugais de Roubaix, club qui évolue également en DHR. Un an plus tard, il s'engage à l'Iris Club Croix Football, membre du CFA 2. Initialement entraîneur adjoint, Antunès devient dès le début de saison entraîneur principal du club. En 2013-2014, sous sa direction, le club, qui n'avait jamais dépassé le septième tour, réalise son meilleur parcours en Coupe de France en atteignant les seizièmes de finale.
Il s'engage avec l'Entente Feignies-Aulnoye en octobre 2020, prenant la succession de Didier Toffolo, démis de ses fonctions après seulement 6 matches.

## Palmarès
- Championnat de France de National 1
  - Vice-champion : 1997

- Championnat de France de National 2 (1)
  - Champion : 1995

## Statistiques
Le tableau ci-dessous résume les statistiques en match officiel de Jean Antunès durant sa carrière de joueur professionnel.
| Saison                | Club                  | Championnat           | Championnat | Championnat | Coupe(s) nationale(s) | Coupe(s) nationale(s) | Total | Total |
| Saison                | Club                  | Division              | M.          | B.          | M.                    | B.                    | M.    | B.    |
| 1995-1996             | ES Wasquehal          | National 1            | 0           | 0           | 0                     | 0                     | 0     | 0     |
| 1996-1997             | ES Wasquehal          | National 1            | 0           | 0           | 1                     | 0                     | 1     | 0     |
| 1997-1998             | ES Wasquehal          | Division 2            | 40          | 0           | 3                     | 0                     | 43    | 0     |
| 1998-1999             | ES Wasquehal          | Division 2            | 31          | 2           | 2                     | 0                     | 33    | 2     |
| 1999-2000             | ES Wasquehal          | Division 2            | 35          | 1           | 1                     | 1                     | 36    | 2     |
| 2000-2001             | ES Wasquehal          | Division 2            | 34          | 2           | 6                     | 0                     | 40    | 2     |
| 2001-2002             | ES Wasquehal          | Division 2            | 33          | 0           | 1                     | 0                     | 34    | 0     |
| 2002-2003             | ES Wasquehal          | Division 2            | 12          | 0           | 0                     | 0                     | 12    | 0     |
| 2003-2004             | ES Wasquehal          | National              | 4           | 0           | 0                     | 0                     | 4     | 0     |
| 2004-2005             | ES Wasquehal          | National              | 22          | 0           | 1                     | 0                     | 23    | 0     |
| Total sur la carrière | Total sur la carrière | Total sur la carrière | 211         | 5           | 15                    | 1                     | 226   | 6     |